# Jason Richard Swallen
Jason Richard Swallen  ( 1903- 1991 ) fue un destacado agrostólogo estadounidense.
Entre 1936 a 1946 perteneció al personal del "Bureau of Plant Industry", del Departamento de Agricultura de los Estados Unidos. Ingresa, en 1946, en el "Dto. de Botánica" del Jardín Botánico de los Estados Unidos, Instituto Smithsoniano, llegando a Jefe Curador del herbario, en 1950; reemplazando a Ellsworth P. Killip.
Fue recolector de flora en amplias regiones del sudoeste de Estados Unidos, y en la península de Yucatán en 1932, obteniendo gramíneas en Quintana Roo en Lago Chichancanab, Tancah, e isla Cozumel.

## Algunas publicaciones
- Swallen, JR. 1928. The grasses of California. Ed. Smithsonian Institution
- ----. 1932. Collecting grasses in Texas, Louisiana, & northeastern Mexico . Ed. Smithsonian Institution
- ----. 1933. Collecting grasses in Tennessee, Kentucky, & Yucatan. Ed. Smithsonian Institution
- ----. 1935. Collecting grasses in northeastern Brazil. Ed. Smithsonian Institution
- Hitchcock, AC; JR Swallen; A Chase. 1939. Poales poaceae : [pars]. Ed. The New York Bot. Garden. North american flora v.17, 8.
- Swallen, JR. 1943. Flora of Panama: Gramineae. Ed. Missouri Botanical Garden
- ----. 1950. A new species of Leptoloma from Texas (Contributions from the Texas Research Foundation). Ed. Texas Research Foundation
- ----. 1950. Some introduced forage grasses of the genus Andropogon & related species (Contributions from the Texas Research Foundation). Texas Research Foundation. 19 pp.
- ----.1955. Flora of Guatemala: Part II: grasses of Guatemala. Fieldiana: Botany 24, pt. II

### Libros
- Swallen, JR. 1955. Flora Of Guatemala : Part II : Grasses Of Guatemala Fieldiana: Botany 24, parte II. ix + 390 pp. ISBN B0007ESXF8
- Swallen, JR. 1950. New grasses from Mexico, Central America & Surinam (Contributions from the United States National Herbarium). Ed. U.S. Govt. Print. Off. 428 pp.
- ----. 1948. New grasses from Honduras, Columbia, Venezuela, Ecuador, Bolivia, & Brazil (Contributions from the United States National Herbarium). Ed. U.S. Govt. Print. Off. 276 pp.
- ----. 1947. The awnless annual species of Muhlenbergia (Contributions from the United States National Herbarium). Ed. U.S. Govt. Print. Off. 208 pp.

## Honores

### Eponimia
Género de la familia
- (Poaceae) Swallenia (Swallen) Soderstr. & H.F.Decker[1]

Especiesunas 30, entre ellas
- (Poaceae) Achnatherum swallenii (C.L.Hitchc. & Spellenb.) Barkworth[2]

- (Poaceae) Festuca swallenii E.B.Alexeev[3]

- (Poaceae) Gymnopogon swallenii J.P.Sm.[4]
- La abreviatura «Swallen» se emplea para indicar a Jason Richard Swallen como autoridad en la descripción y clasificación científica de los vegetales.[5]